# Уста (река)
У̀ста (на руски: У̀ста) е река в Нижегородска и Кировска област на Русия, ляв приток на Ветлуга (ляв приток на Волга). Дължина 253 km. Площ на водосборния басейн 6030 km².
Река Уста води началото си от силно заблатени местности от крайните западни разклонения на възвишението Вятски Увал, на 152 m н.в., в североизточната част на Нижегородска област. Веднага след извора си навлиза в Кировска област, на протежение около 45 km пресича в югозападно направление западния ъгъл на областта и в района на село Малая Уста отново се връща на територията на Нижегородска област. При село Болшое Устинское завива на северозапад, около град Урен – на югозапад, а след село Завод – на юг и запазва това направление до устието си. До град Урен протича през хълмисти райони, след което тече през Волжко-Ветлужката низина в широка и плитка низина, в която силно меандрира. Влива се отляво в река Ветлуга (ляв приток на Волга), при нейния 169 km, на 66 m н.в., срещу село Плошчаниха, в източната част на Нижегородска област. Основни притоци: леви – Ижма (57 km); десни – Вая (106 km), Чорная (61 km). Уста има смесено подхранване с преобладаване на снежното с ясно изразено пролетно пълноводие. Среден годишен отток на 47 km от устието 28 m³/s. Заледява се през ноември, а се размразява през април. В долното си течение по време на пролетното пълноводие е плавателна за плиткогазещи съдове. По течението ѝ, особено в горното ѝ течение са разположени множество предимно малки населени места в Кировска и Нижегородска област, а в средното ѝ течение – град Урен.